# Hochsteineck
Das Hochsteineck ist ein Berg und eine Einsattelung zwischen den Bezirksteilen Grinzing und Sievering im 19. Wiener Gemeindebezirk Döbling. Es hat eine Höhe von 389 m ü. A.
Die über eine Senke zwischen dem Dreimarkstein und dem Hermannskogel führende Wiener Höhenstraße verläuft westlich des Hochsteinecks, allerdings wird diese Senke ebenso als Hochsteineck bezeichnet, wodurch man über die dort gelegenen Kreuzung das Hochsteineck über die Höhenstraße passieren, aber auch vom Wiener Weinort Sievering in das in Niederösterreich gelegene Weidlingbachtal gelangen kann. Am Scheitelpunkt liegt ein beliebtes Ausflugslokal, der Grüaß di a Gott Wirt. Der Berg selbst ist bewaldet und weist kaum markante Züge auf.